# Wieda (Walkenried)
Wieda – uzdrowiskowa dzielnica gminy Walkenried w Niemczech, w kraju związkowym Dolna Saksonia, w powiecie Getynga. Do 31 października 2016 jako gmina wchodziła w skład gminy zbiorowej Walkenried w powiecie Osterode am Harz.

## Geografia
Dzielnica położona jest nad rzeką Wieda w górach Harzu.